# Jamar Smith
Jamar Desean Smith (Peoria (Illinois), 7 de abril de 1987) é um basquetebolista profissional estadunidense, atualmente joga no Unics Cazã. O atleta que joga na posição armador possui 1,91m de altura e pesa 84kg.